# Fatma Aliye Topuz

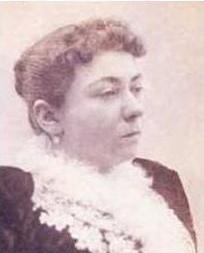
Fatma Aliye Topuz

Fatma Aliye Topuz, de asemenea Fatma Aliye sau Fatma Aliye Hanım, (n. 9 octombrie 1862, Constantinopol, Imperiul Otoman – d. 13 iulie 1936, Istanbul, Turcia) a fost o autoare turcă și activistă pentru drepturile femeii. A fost una dintre primele scriitoare turce și musulmane. Din 2009 portretul ei se află pe spatele bancnotei turcești de 50 de lire.

## Biografie
Fatma Aliye s-a născut în 1862 ca al doilea dintre cei trei copii ai șefului administrativ și istoricului Ahmed Cevdet Pasha (1822-1895) și al soției sale Adviye Rabia Hanım. Frații ei au fost filosoful Ali Sedat și activista pentru drepturile femeilor Emine Semiye Önasya.
Prin poziția tatălui ei ca guvernator provincial al Egiptului otoman și mai târziu al Greciei, a petrecut din 1866 până în 1868 în Alep și în 1875, șase luni  în Ioannina. În 1878 a locuit împreună cu familia ei timp de nouă luni la Damasc, unde fusese chemat tatăl ei.
Așa cum era obiceiul fetelor la acea vreme, Fatma Aliye era îndrumată privat acasă. Ea a învățat arabă și franceză. 
În 1879, tatăl lui Fatma Aliye a organizat o căsătorie cu căpitanul Mehmet Faik Bey, un asistent al sultanului Abdülhamid al II-lea și nepotul lui Osman Nuri Pașa, eroul bătăliei de la Pleven. La acea dată Fatma era în vârstă de șaptesprezece ani. Cuplul a avut patru fiice.  Fiica cea mică a lui Fatma Aliye, Zübeyde İsmet, s-a convertit la creștinism în 1926 și a părăsit Turcia pentru a deveni călugăriță romano-catolică. Fatma Aliye a călătorit în Franța de mai multe ori în anii 1920 pentru a-și vizita fiica. 1928 soțul ei a murit. Fatma Aliye a luat numele de familie „Topuz” după ce o nouă lege a numelui de familie din 1934 a prescris numele de familie.
După ani de boală, Fatma Aliye a murit la 13 iulie 1936 la Istanbul și a fost înmormântată la cimitirul din Istanbul, Feriköy.

## Operă literară
Soțul lui Topuz a fost mult mai puțin educat decât soția sa și i-a interzis să citească romane în limba străină în primii ani de căsătorie. 1889 Fatma Aliye Topuz și-a început opera literară cu traducerea romanului Volonté de Georges Ohnet din franceză în turcă sub titlul Meram. Cartea a fost publicată sub pseudonimul ei Bir Hanım (Eng: „A Lady”).  Eminentul autor Ahmed Midhat Efendi a fost atât de impresionat de ea încât a lăudat-o pe larg in ziarulTercüman-ı Hakikat. Cu traducerea ei a atras atenția și tatălui ei, care de atunci a învățat-o și a schimbat idei cu ea. După laudele pentru traducerea operei, ea a adoptat pseudonimul Mütercime-i Meram (romană: „Traducătoarea lui Meram”) pentru următoarele traduceri.
În 1894 a fost coautoare a romanului Hayal ve Hakikat („Visul și adevărul”), pe care a scris-o împreună cu Ahmed Midhat. Ea a scris pasajele eroinei, în timp ce Midhat a scris secțiunile personajelor masculine. Bir Kadın ve Ahmed Midhat („O femeie și Ahmed Midhat”) au fost numiți ca autori. După ce au lucrat împreună, cei doi autori au schimbat corespondență îndelungată, care a fost tipărită și în ziarul Tercüman-ı Hakikat.
Fatma Aliye a publicat primul ei roman, Muhazarat, în 1892, sub numele ei real. A fost primul roman publicat de o femeie din Imperiul Otoman. Cel de-al doilea roman al său Udi („Lăutarul”), publicat în 1899, descrie un jucător de oud pe care Fatma Aliye l-a cunoscut la Alep. Povestește povestea lui Bedia și a căsătoriei ei nefericite în cuvinte clare.  Celelalte romane au fost Raf'et (1898), Enin (1910) și Levaih-i Hayat .
În lucrările sale, ea se adresează în mod repetat căsătoriei și iubirii. În ciuda înțelegerii destul de conservatoare a rolurilor lor, eroinele independente și încrezătoare în sine apar din nou și din nou în lucrările lor, care lucrează și câștigă bani independent de un barbat.
În 1893, Fatma Aliye a devenit cunoscută publicului larg prin publicarea cărții lui Ahmed Midhat Bir Muharrire-i Osmaniye'nin Neșeti („Nașterea scriitoarei otomane”). Cartea se bazează pe scrisorile Fatmei Aliye.
Eseul ei Nisvan-ı İslâm a fost tradus în franceză și, de asemenea, în arabă sub titlul Les femmes muselmannes („Femeia musulmană”). Udi a fost tradus și în franceză. O critică literară a ei, publicată într-un ziar francez și recenzând cartea Women in East and West de Émile Julliard, a atras atenția largă la Paris. Autorul a devenit cunoscut la nivel internațional prin expoziția sa din biblioteca World's Columbian Exposition din Chicago  in 1893 și prin listarea ei în catalogul bibliotecii pentru femei a expoziției. În ciuda marii sale proeminențe în timpul celei de-a doua perioade constituționale otomane, a căzut cu timpul în uitare.
În 1914 a publicat Ahmed Cevdet Pașa ve Zamanı („Ahmet Cevdet Pașa și timpul său”). În carte, ea a vrut să-și apere tatăl împotriva acuzațiilor politice și a prezentat situația după prăbușirea Imperiului Otoman. Cartea a fost indexată din cauza tezelor lor, care erau contrare istoriografiei oficiale.

## Drepturile femeilor

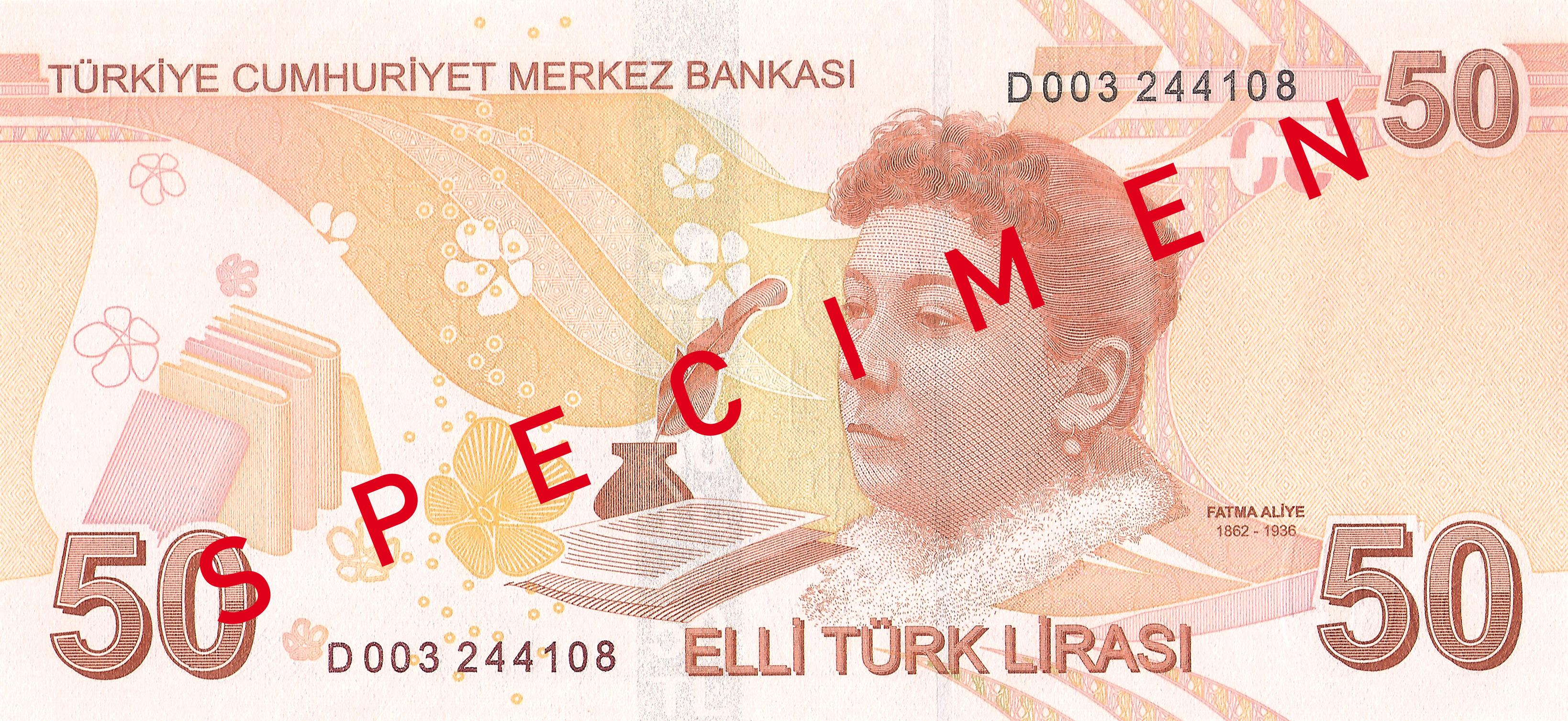
Reversul bancnotei de 50 de lire (2009)

Pe lângă opera literară, a scris în mod regulat între 1895 și 1908 pentru revista pentru femei Hanımlara Mahsus Gazete despre drepturile femeilor, fără a renunța la poziția sa conservatoare. Sora ei Emine Semiye Önasya (1864-1944) a fost una dintre primele feministe turcești  și a făcut parte din echipa editorială a revistei, care apărea de două ori pe săptămână. În cartea sa Nisvan-ı İslam („Femeile Islamului”) publicată în 1896, Fatma Aliye a explicat situația femeilor musulmane. La fel ca în coloanele ei, în carte a apărat tradițiile conservatoare care contrazic eroinele romanelor sale.
Portretul Fatmei Aliye a fost selectat, în 2009, pentru spatele bacnotei de 50 de lire. Decizia băncii centrale turce de a o onora ca fiind prima femeie pentru munca ei a fost puternic criticată. Criticii ar fi preferat să vadă femei din mediul fondatorului republicii Ataturk, pentru că se temeau că Topuz ar putea deveni un simbol al conservatorismului religios, pentru că ea s-a pronunțat în favoarea rolurilor tradiționale în familie și a respins reformele lui Ataturk. Organizațiile pentru drepturile femeii au susținut că Topuz trăia în mod tradițional, dar a solicitat schimbări în munca ei. Topuz militase împotriva poligamiei.

## Angajament social
După războiul turco-grec, Fatma Aliye a înființat în 1897 oragaizația caritabilă Nisvan-ı Osmaniye İmdat Cemiyeti („Asociația pentru sprijinirea femeilor otomane”) pentru a sprijini familiile soldaților. A fost una dintre primele organizații de femei din Turcia. Pentru eforturile sale umanitare, a primit Nișan-ı Șefkat (Ordinul de caritate al Imperiului Otoman) de la sultanul Abdülhamid II
Fatma Aliye a devenit, de asemenea, prima femeie membră a Osmanlı Hilal-i Ahmer Cemiyeti („Organizația de ajutor otomană pentru soldații răniți și bolnavi”), organizația predecesoare a Semilunii Roșii Turcești. De asemenea, a lucrat pentru Müdafaa-i Milliye Osmanlı Kadınlar Heyeti („Comitetul femeilor otomane pentru apărarea națională”), care a fost fondat în anii 1910, după războiul italo-turc și războaiele din Balcani.

## Onoruri
Două străzi poartă numele lui Fatma Aliye, una în Beyoğlu (Istanbul), cealaltă în Çankaya (Ankara). În 2011/2012 a avut loc la Muzeul de Artă Modernă din Istanbul expoziția „Hayal ve Hakikat” cu lucrările a 72 de artiste din ultimii 100 de ani. Titlul expoziției a fost ales în memoria primului roman al Fatmei Aliye.

## Lucrări

### Romane
- Muhazarat . 1892.
- Hayal ve Hakikat . 1894.
- Raf'et . 1898.
- Udi . 1899.
- Enin . 1910.
- Levaih-i Hayat .
- Rana von Mende-Altaylı (ed. ): Taʾaddüd-i zevcāt ẕeyl: o versiune turcă modernă, transcriere și facsimil = Continuarea dezbaterii despre poligamie . Schwarz, Berlin 2010, ISBN 978-3-87997-376-7 .

### Traduceri
- Meram . 1890.

## Literatură
- Ahmed Midhat: Fatma Aliye Hanım yahud Bir Muharrire-i Osmaniye'nin Neșeti . Accent. Sel Yayıncılık, Istanbul 1994, ISBN 975-570-009-9 .
- Fatma Karabıyık Barbarosoğlu: Fatma Aliye: Țara îndepărtată - Prima femeie scriitoare a Lumii musulmane Editura Timas.
- Aliye, Fatma (1862-1936). În: Çakır, Serpil: Un dicționar biografic al mișcărilor și feminismelor femeilor - Europa Centrală, de Est și de Sud-Est, secolele XIX și XX. Central European University Press, 2006, ISBN 963-7326-39-1, pp. 21-24.
- Elizabeth B. Frierson: Societatea otomană târzie - Moștenirea intelectuală - Femeile din istoria intelectuală otomană târzie . Routledge, 2005, ISBN 0-415-34164-7, pp. 135-161.
- Rana von Mende-Altayli (ed. ): Fatima Aliyye / Mahmud Esad: Ta'addüd-i Zevcat Zeyl - Continuarea dezbaterii despre poligamie . Verlag Klaus Schwarz, Berlin 2010, ISBN 978-3-87997-376-7 .
- Güven Taneri Uluköse: Fatma Aliye. Bir Biyografi . Cinius Yayinlari, Istanbul 2013, ISBN 978-605-127-842-1 .